# Zadowoleni?!
Zadowoleni?! – piętnasty album zespołu Boys ukazał się 14 września 1999 roku nakładem firmy fonograficznej Green Star. Z płyty tej pochodzi przebój "Ostatni dzień, ostatnia noc", do którego nagrano teledysk. Drugim utworem z tego albumu do którego nakręcono teledysk jest piosenka "Twój jeden uśmiech". Album sprzedał się w nakładzie ponad 100 000 egzemplarzy, uzyskując status platynowej płyty. Nagrodę wręczono w lipcu 2000 roku podczas V Ogólnopolskiego Festiwalu Muzyki Disco Polo i Dance w Ostródzie.

## Lista utworów

### Wersja CD
1. "Ostatni dzień, ostatnia noc" (muz. i sł. M. Miller)
2. "Twój jeden uśmiech" (muz. i sł. M. Miller)
3. "Magdaleno" (muz. i sł. M. Miller)
4. "Dla ciebie" (muz. lud., sł. M. Miller)
5. "Będziesz przy mnie" (muz. lud., sł. M. Miller)
6. "Serce z kamienia" (muz. i sł. M. Miller)
7. "Impreza z nami" (muz. i sł. M. Miller)
8. "Zakochałem się" (muz. i sł. M. Miller)
9. "Mój azyl" (muz. i sł. M. Miller)
10. "Ostatni uśmiech twój" (muz. lud., sł. M. Miller)
11. "Ana" (muz. i sł. M. Miller)
12. "Żar dwóch ciał" (muz. i sł. M. Miller)
13. "Mix99"
14. "Jesteś szalona" (muzyka: Janusz Konopla; słowa: Janusz Konopla, Marcin Miller)

### Wersja kasetowa

#### Strona A
1. "Ostatni dzień, ostatnia noc"
2. "Twój jeden uśmiech"
3. "Magdaleno"
4. "Dla ciebie"
5. "Będziesz przy mnie"
6. "Serce z kamienia"

#### Strona B
1. "Impreza z nami"
2. "Zakochałem się"
3. "Mój azyl"
4. "Ostatni uśmiech twój"
5. "Ana"
6. "Żar dwóch ciał"

## Dodatkowe informacje
- Aranżacje utworów: Marek Zrajkowski, Ernest Sienkiewicz
- Gitara elektryczna i akustyczna: Wojtek Cis